# Мендельсон, Эверетт
Эверетт Ирвин Мендельсон (англ. Everett Irwin Mendelsohn; 28 октября 1931[…], Йонкерс, Нью-Йорк — 6 июня 2023, Кембридж, Массачусетс) — американский историк науки и антивоенный активист. Доктор философии (1960). Он был почётным профессором истории науки Гарвардского университета, где работал преподавателем с 1960 года до выхода на пенсию в 2007 году.

## Ранние годы и образование
Эверетт Ирвин Мендельсон родился 28 октября 1931 года в Нью-Йорке:2. Он вырос в Бронксе. Его отец работал в компании по импорту конфет из Европы. Его мать была секретарем в системе государственных школ Нью-Йорка.
В 1949 году он окончил Бруклинскую среднюю техническую школу. Затем он изучал биологию и историю в Антиохийском колледже, получив степень бакалавра в 1953 году. Затем он поступил на аспирантуру по биологии в Гарварде. В 1960 году получил степень доктора истории науки, на кафедре истории науки.

## Карьера
Мендельсон был соучредителем Комитета по науке, контролю над вооружениями и национальной безопасности Американской ассоциации содействия развитию науки и Комитета по исследованиям международной безопасности Американской академии искусств и наук. Называя себя пацифистом, он активно пытался договориться о мире на Ближнем Востоке как в качестве председателя Комитета Американской академии искусств и наук по изучению Ближнего Востока, так и в рамках своей работы с Американским комитетом Друзей на службе обществу. 
В 1968 году он основал «Journal of the History of Biology» и в течение 31 года после этого был его главным редактором. В 1970 году он был избран членом Американской академии искусств и наук. Он получил медаль Грегора Менделя Чехословацкой академии наук в 1991 году и преподавательскую премию Фи-бета-каппа в 1996 году. В 1998 году Совет выпускников Гарварда почтил работу Мендельсона по наставничеству студентов, учредив Премию Эверетта Мендельсона за выдающиеся достижения в области наставничества, которая ежегодно вручается учёным, которые, как считается, сделали всё возможное в наставничестве аспирантов в Гарварде. В 2007 году, когда Мендельсон объявил о своём предстоящем выходе на пенсию, его коллега по Гарварду Энн Харрингтон назвала его «одним из основателей социальной истории науки». В 2017 году «Journal of the History of Biology» учредил в его честь премию Эверетта Мендельсона.

## Личная жизнь и смерть
В 1954 году Мендельсон женился на Мэри Мол Лидс. У них родилось трое детей. Брак закончился разводом. В 1974 году он женился на Мэри Б. Андерсон, экономисте и писательнице.
Мендельсон умер после инсульта в Кембридже, штат Массачусетс, 6 июня 2023 года в возрасте 91 года.